# ريتشارد جونسون (لاعب كرة قدم أمريكية أمريكي)
ريتشارد جونسون (بالإنجليزية: Richard Johnson)‏ هو لاعب كرة قدم أمريكية أمريكي، ولد في 16 سبتمبر 1963 في هارفي في الولايات المتحدة.

## وصلات خارجية
- ريتشارد جونسون على موقع مرجع كرة القدم المحترفة.كوم (الإنجليزية)